# Municipio de Oakland (condado de Freeborn)
El municipio de Oakland (en inglés: Oakland Township) es un municipio ubicado en el condado de Freeborn en el estado estadounidense de Minnesota. En el año 2010 tenía una población de 396 habitantes y una densidad poblacional de 4,24 personas por km².

## Geografía
El municipio de Oakland se encuentra ubicado en las coordenadas 43°38′2″N 93°6′42″O / 43.63389, -93.11167. Según la Oficina del Censo de los Estados Unidos, el municipio tiene una superficie total de 93.35 km², de la cual 93,33 km² corresponden a tierra firme y (0,02 %) 0,02 km² es agua.

## Demografía
Según el censo de 2010, había 396 personas residiendo en el municipio de Oakland. La densidad de población era de 4,24 hab./km². De los 396 habitantes, el municipio de Oakland estaba compuesto por el 95,2 % blancos, el 0,25 % eran asiáticos, el 3,79 % eran de otras razas y el 0,76 % eran de una mezcla de razas. Del total de la población el 5,81 % eran hispanos o latinos de cualquier raza.